# Volokolamsk
Volokolamsk (em russo:  Волокола́мск) é uma cidade e o centro administrativo do distrito de Volokolamski no Oblast de Moscou, na Rússia. Localizada às margens do rio Gorodenka, não muito longe de sua confluência com o rio Láma, ela fica a 129 quilômetros (80 mi) noroeste de Moscou. Sua população em 2010 era 23.433.

## História
Volokolamsk foi mencionada pela primeira vez na Crônica de Voskresensk, escrita antes do ano de 1135. Ela foi construída por comerciantes novogarodianos em um trecho de terra (em russo:  Волок, transl. Volok) de 5 km entre afluentes do rio Láma (em russo:  Ла́ма, transl. Láma), daí o seu nome "Volokolamsk" (lit. Volok no Láma). Em 1178, a cidade foi incendiada por Vsevolod III de Vladimir, que a adicionou às terras de Vladimir-Susdália. Seu filho Iaroslav II devolveu a cidade ao Principado de Novogárdia em 1231. Após a invasão mongol do Rus', a cidade foi dividida em duas partes: uma atribuída a Novogárdia e outra aos Grão-Duques de Vladimir. O Principado de Tver falhou em conquista-la em 1273. 

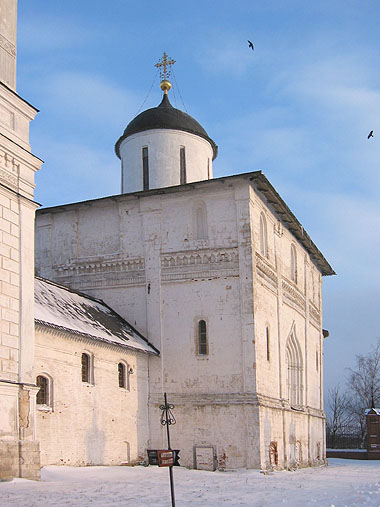
A Catedral da Ressurreição, construída durante a década de 1460, é uma das últimas catedrais de calcário na Rússia.

Mais tarde, Ivan I de Moscou doou sua parte da cidade ao boiardo Rodion Nestorovich, que depois tomou a outra parte da cidade do Principado de Novogárdia. Em 1345, Simeão, o Orgulhoso, entregou Volokolamsk ao seu sogro, um dos príncipes de Esmolensco. Enquanto na posse de Smolensk, a cidade resistiu a um cerco por Algirdas durante a guerra lituano-moscovita de 1368-72. Toquetamis foi derrotado perto de Volokolamsk, em 1383. Logo depois, a cidade voltou a pertencer a Novogárdia. A cidade permaneceu nas mãos da República de Novogárdia até 1398, quando Basílio I definitivamente a incorporou ao Grão-Ducado de Moscou. Dez anos depois, ela foi concedida por dois anos a Švitrigaila, que acabara de desertar para Moscou. Tendo perdido suas conexões com Novogárdia e seu comércio hanseático, a cidade declinou e não foi mencionada por nenhuma fonte durante o próximo meio século. Em 1462, quando Volokolamsk foi dado por Ivan III ao seu irmão mais novo, a cidade voltou a ganhar importância, pois se tornou a sede de um principado apanagista. Seu primeiro príncipe erigiu a Catedral da Ressurreição, de calcário e de cúpula única, que ainda existe no lugar. Em 1613, Volokolamsk enfrentou um cerco pelas tropas de Sigismundo III Vasa, um evento que levou as fortificações da cidade a serem representadas em seu brasão de armas.
O governo soviético fez-se estabelecer em Volokolamsk no final de outubro de 1917. Durante a Grande Guerra Patriótica de 1941-1945, perto de Volokolamsk ocorreram confrontos violentos entre tropas e partisans alemães e soviéticos. A cidade esteve sob ocupação alemã entre 27 de outubro e 20 de dezembro   de 1941, quando ela foi libertado pela 331ª Divisão de Fuzileiros do Exército Vermelho.

## Estatuto administrativo e municipal
No âmbito das divisões administrativas russas, Volokolamsk serve como o centro administrativo do distrito de Volokolamski. Como uma divisão administrativa, forma, junto com sete localidades rurais, o distrito de Volokolamski como a cidade de Volokolamsk. Como uma divisão municipal, a cidade de Volokolamsk é parte do distrito municipal de Volokolamski como o estabelecimento urbano de Volokolamsk.

## Cidades gêmeas e irmãs
- Požarevac, Sérvia (desde 2013)[4]

## Na cultura popular
O romance de 1944 de Alexander Bek, Estrada Volokolamsk («Волоколамское шоссе»), é um relato parcialmente fictício da defesa da cidade contra a Alemanha Nazista, por elementos da 316ª Divisão de Infantaria ao longo da estrada de Volokolamsk para Moscou, em outubro de 1941.